# Куп'янськ-Вузловий (селище)
Ку́п'янськ-Вузлови́й — селище в Україні, у Куп'янський міській громаді Куп'янського району Харківської області.

## Географія
Селище міського типу розташоване на лівому березі річки Оскіл в місці впадання в неї річки Лозоватка, вище за течією примикає місто Куп'янськ (вулиці не перериваються), за 1,5 км від центру селища розташоване заводське селище Трубний, нижче за течією за 2,5 км розташоване селище міського типу Ківшарівка, на протилежному березі — село Осиново. Вище за течією річки Лозоватка примикає село Курилівка.

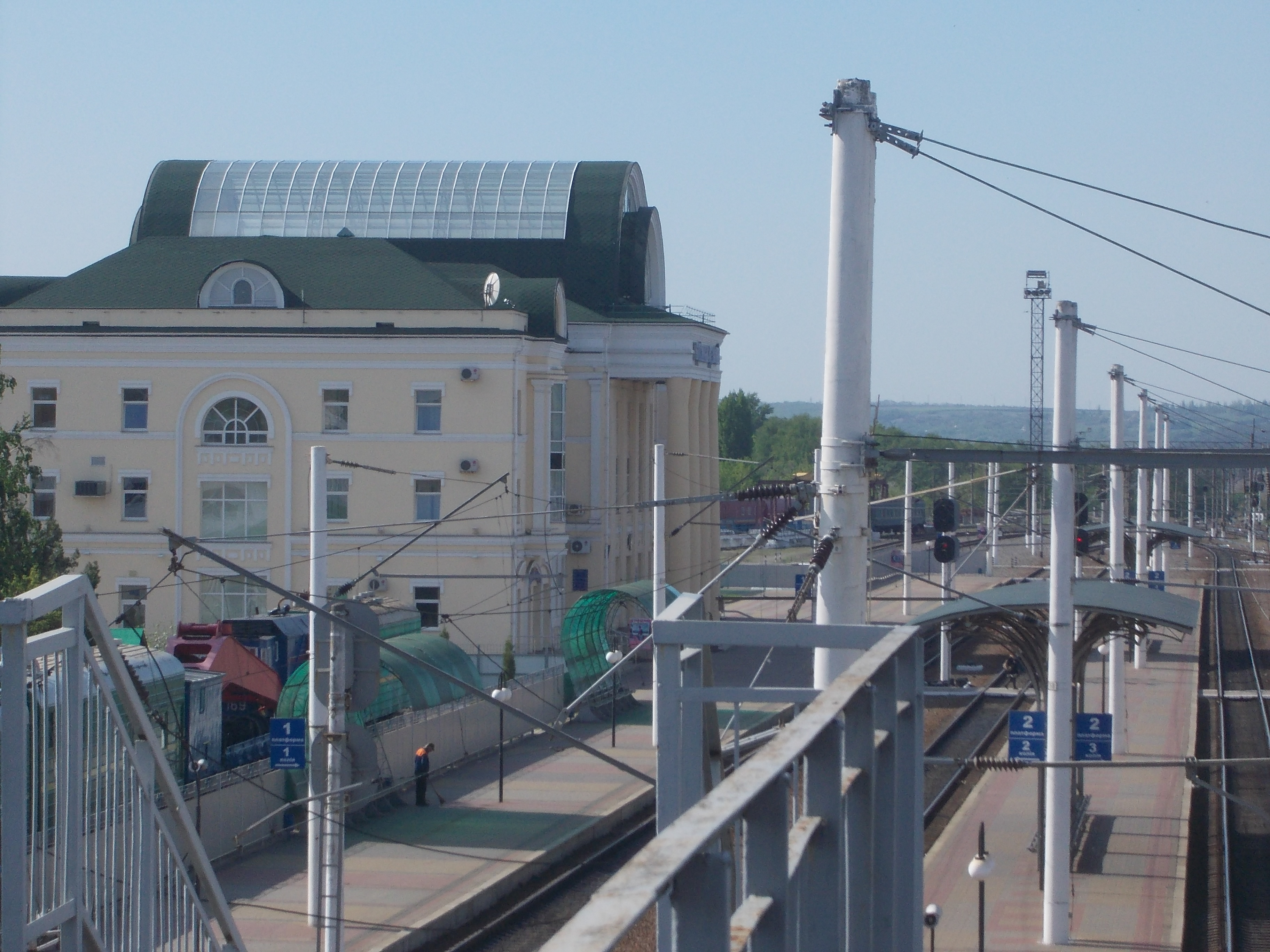
Станція Куп'янськ-Вузловий
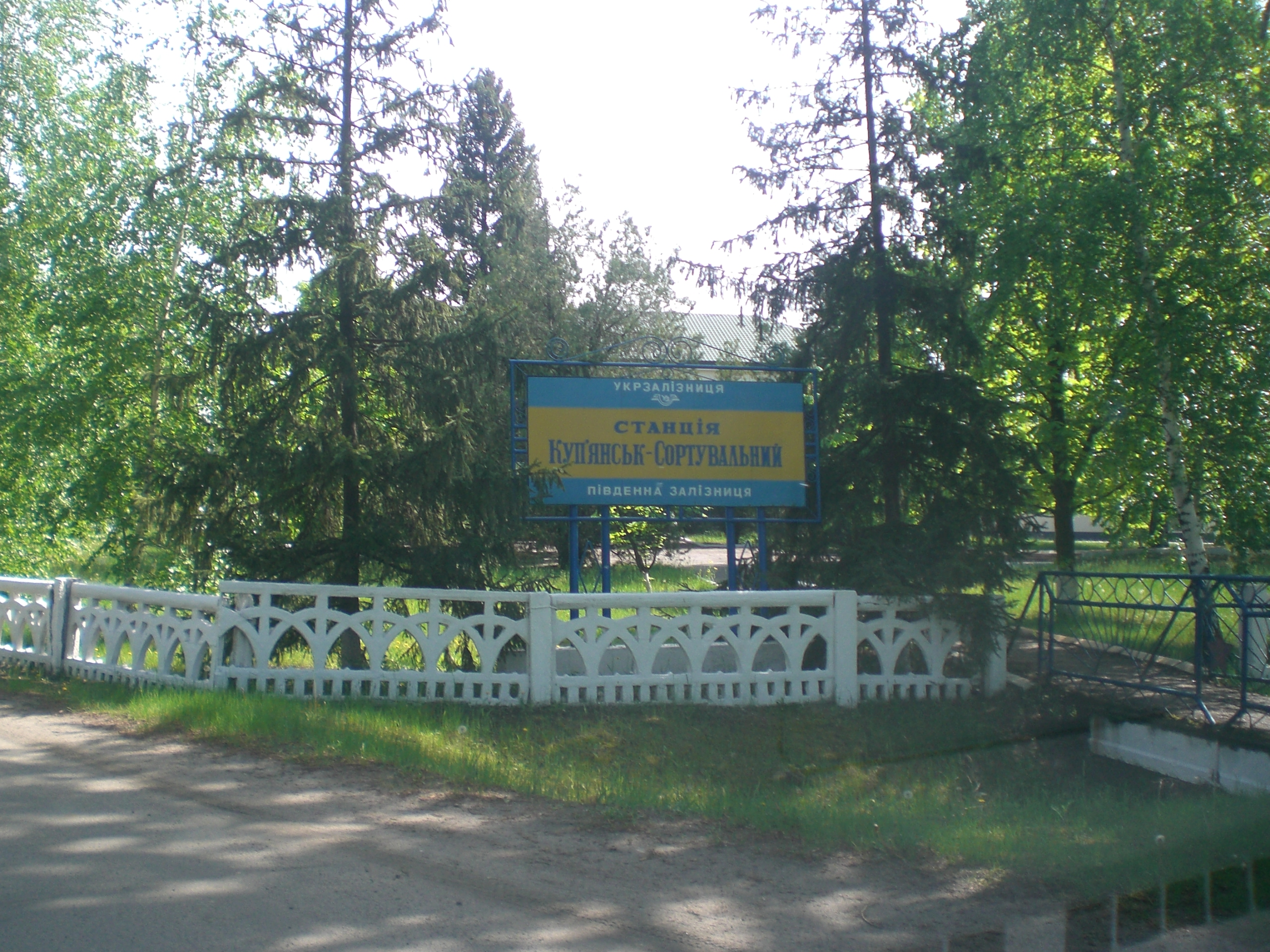
Куп'янськ-Сортувальний

## Історія

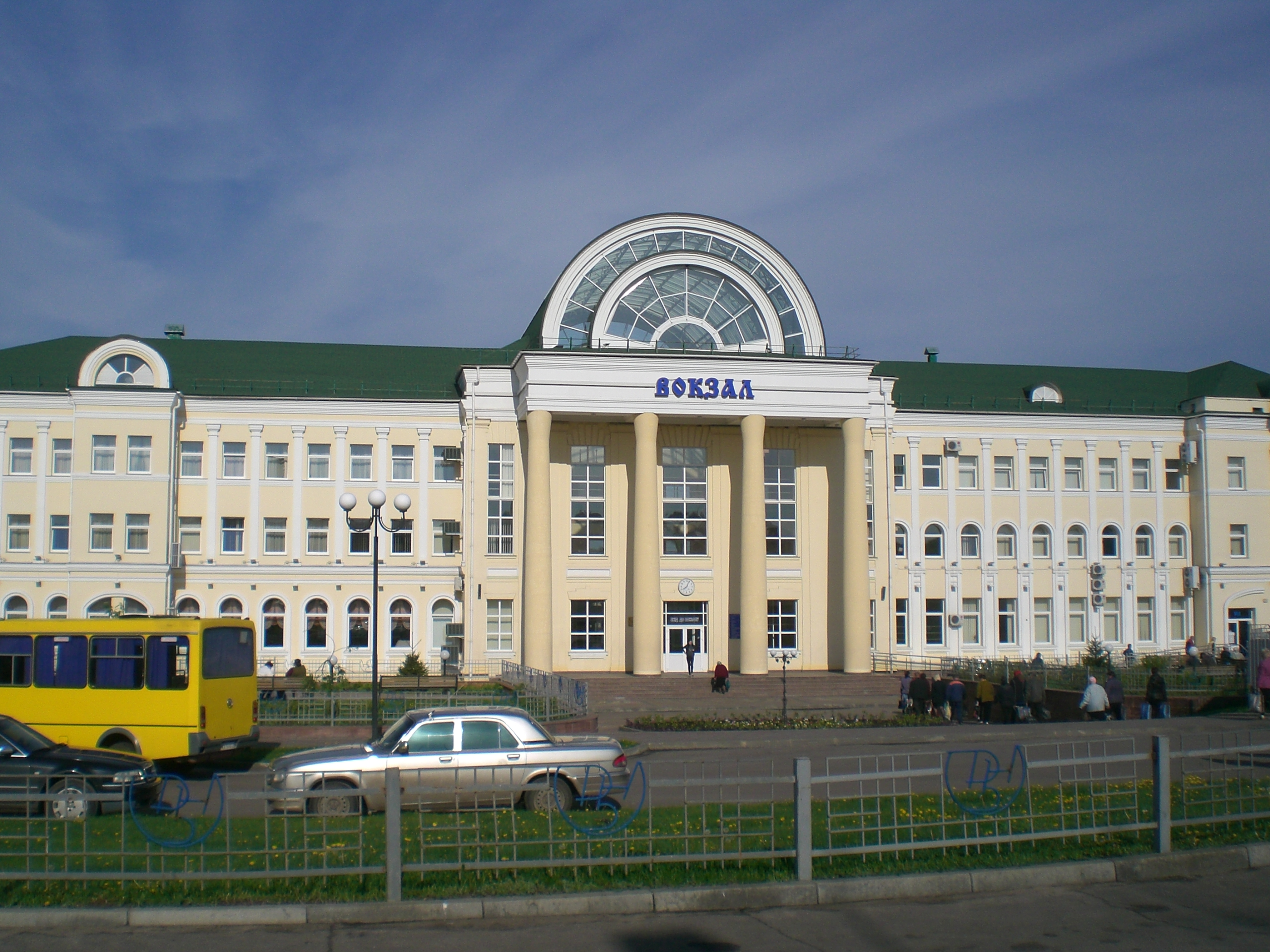
Залізничний вокзал

Селище засноване в 1895 році після введення в експлуатацію залізничної лінії Балашов — Харків. Його історія тісно пов'язана з історією Куп'янська.
У 1901 році закінчилося будівництво дистанції Куп'янськ — Вовчанськ. За 7 верст від міста почали будувати новий залізничний вузол. На місці хутора Локтіонівка розбудовували селище залізничників Куп'янськ-Вузловий.
24 серпня 2009 року введений в експлуатацію новий залізничний вокзал Куп'янська. Церемонію відкриття очолював генеральний директор «Укрзалізниці» Михайло Костюк.

### Російсько-українська війна
З перших годин російського вторгнення в Україну Куп'янськ-Вузловий був тимчасово окупований російськими загарбниками, для яких селище було одним із найбільших логістичних залізничних вузлів у Харківській області й тому для окупантів воно було стратегічно важливим.
26 вересня 2022 року під час контрнаступальної операції Сили оборони України взяли місто під контроль, продовжуючи зачистку деяких районів від збройних формувань Росії. На наступний день Генеральний штаб ЗСУ підтвердив успіх українських військ.
Селище під час російського широкомасштабного вторгнення до України піддавалось обстрілам російських військ. Зокрема, внаслідок кількох російського обстрілів протягом 22 вересня 2024 року в селищі були зруйновані будинок і дві господарі споруди, спалахнула трава, а 2 жінки отримали гостру реакцію на стрес.

## Населення

### Мова
Розподіл населення за рідною мовою за даними перепису 2001 року:
| Мова            | Кількість | Відсоток |
| --------------- | --------- | -------- |
| українська      | 6244      | 63.79%   |
| російська       | 3250      | 33.20%   |
| ромська         | 17        | 0.17%    |
| білоруська      | 8         | 0.08%    |
| вірменська      | 4         | 0.04%    |
| болгарська      | 1         | 0.01%    |
| інші/не вказали | 265       | 2.71%    |
| Усього          | 9789      | 100%     |

## Економіка
- Куп'янська колійна машинна станція № 133 Південної залізниці.
- Куп'янськ-Вузлова дистанція колії № 15 Південної залізниці.
- Куп'янське будівельно-монтажне експлуатаційне управління № 4 Південної залізниці.
- Куп'янська дистанція сигналізації і зв'язку № 12 Південної залізниці.
- Куп'янська дирекція залізничних перевезень № 5 Південної залізниці.
- Вагонне депо Куп'янськ № 12 Південної залізниці.
- Локомотивне депо Куп'янськ № 15 Південної залізниці.
- Станція Куп'янськ-Сортувальний Південної залізниці.
- Філія Харківської вагонної дільниці № 1 Південної залізниці.
- Міський ринок
- Спортивний комплекс «Локомотив» (басейн, стадіон)
- Куп'янський силікатний завод.

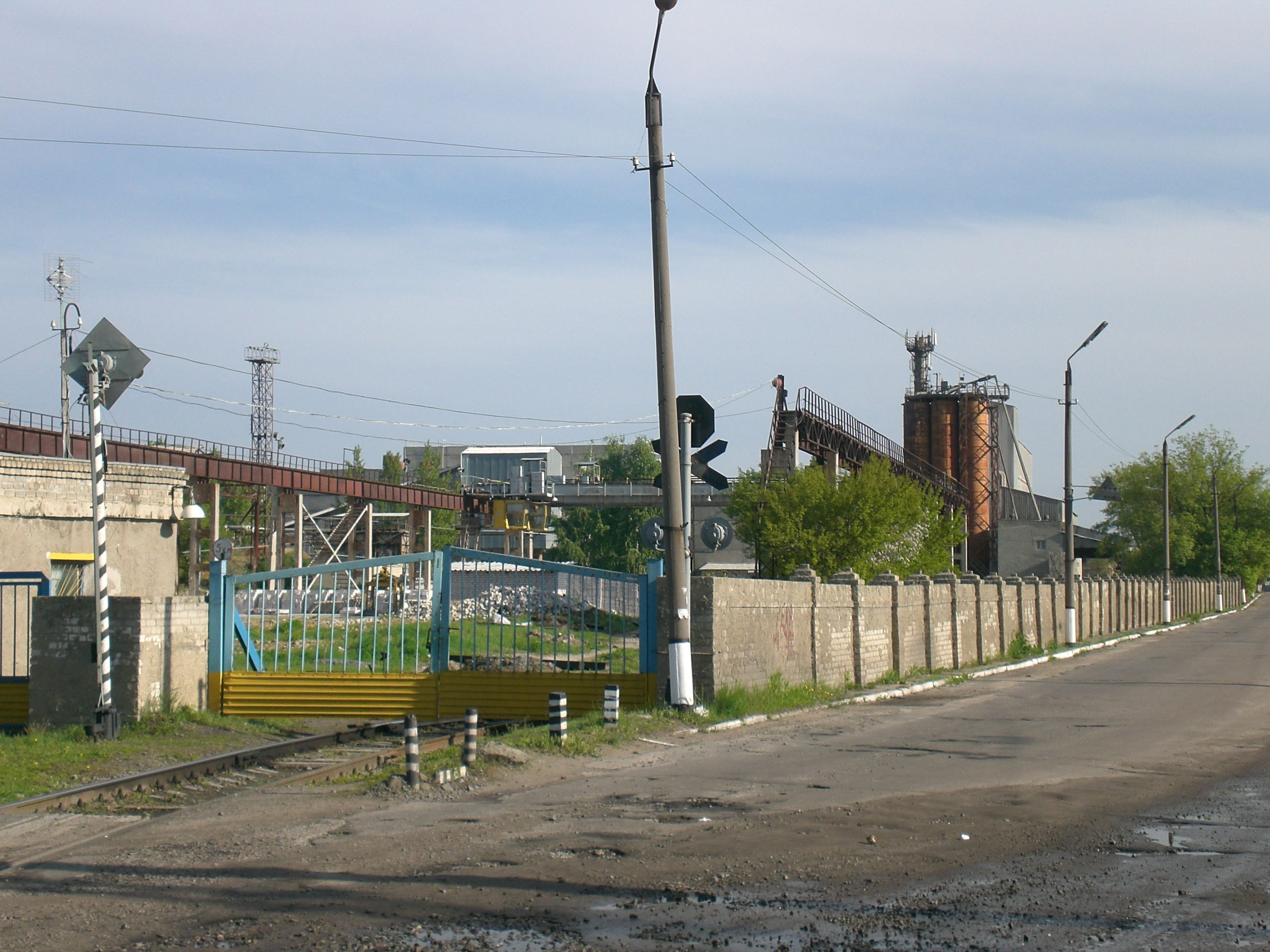
Куп'янський силікатний завод
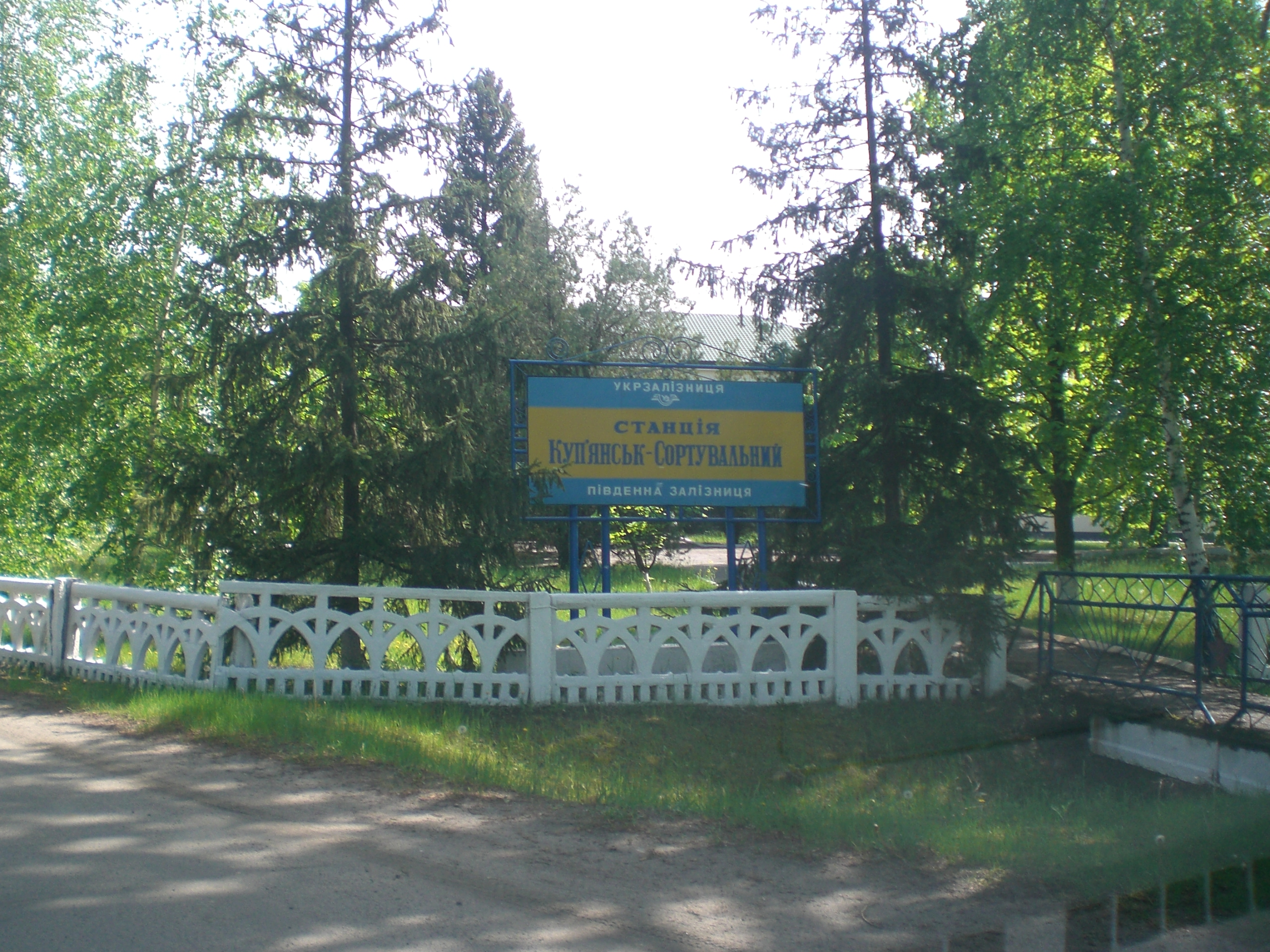
Куп'янськ-Сортувальний
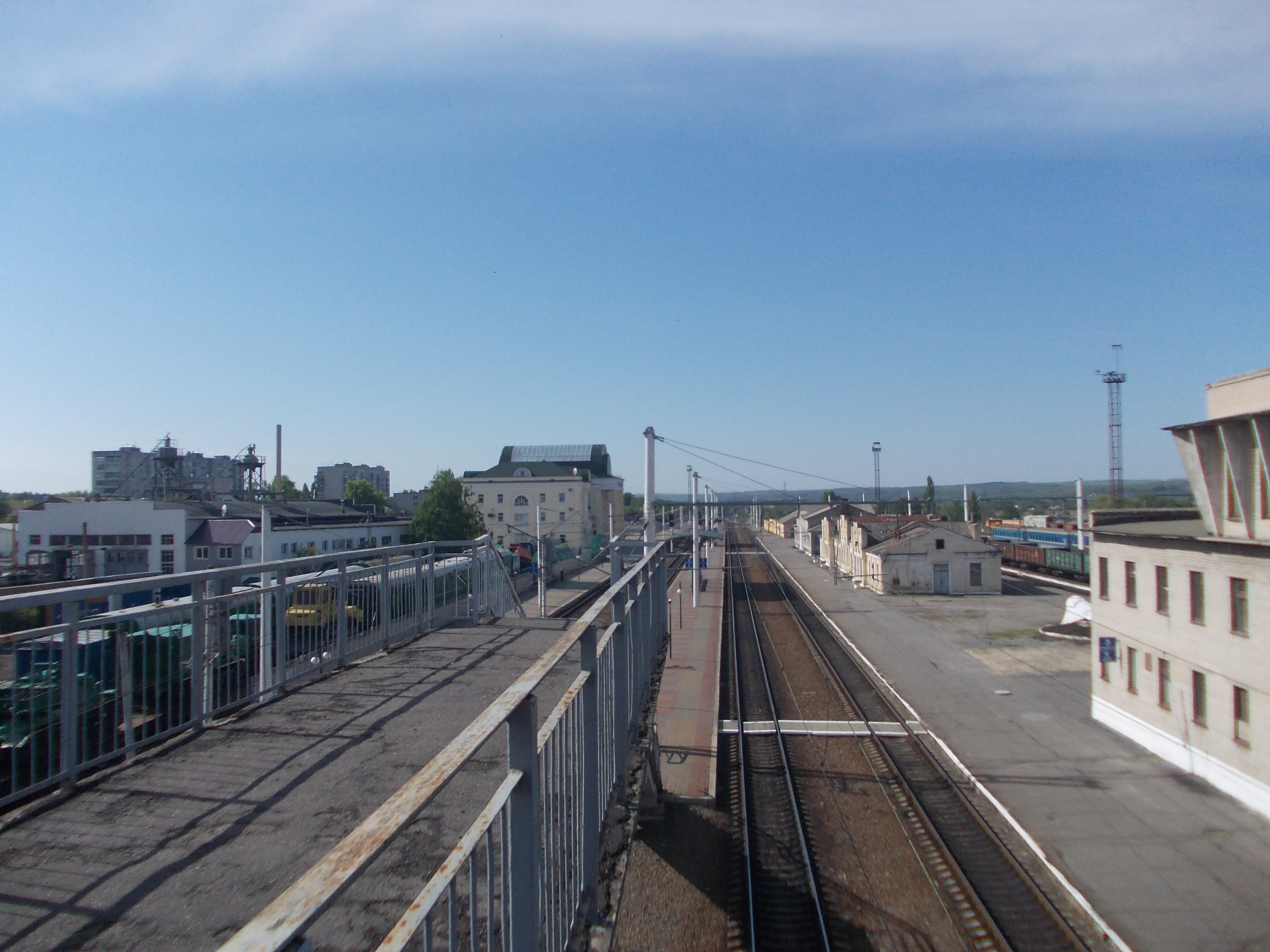
Станція
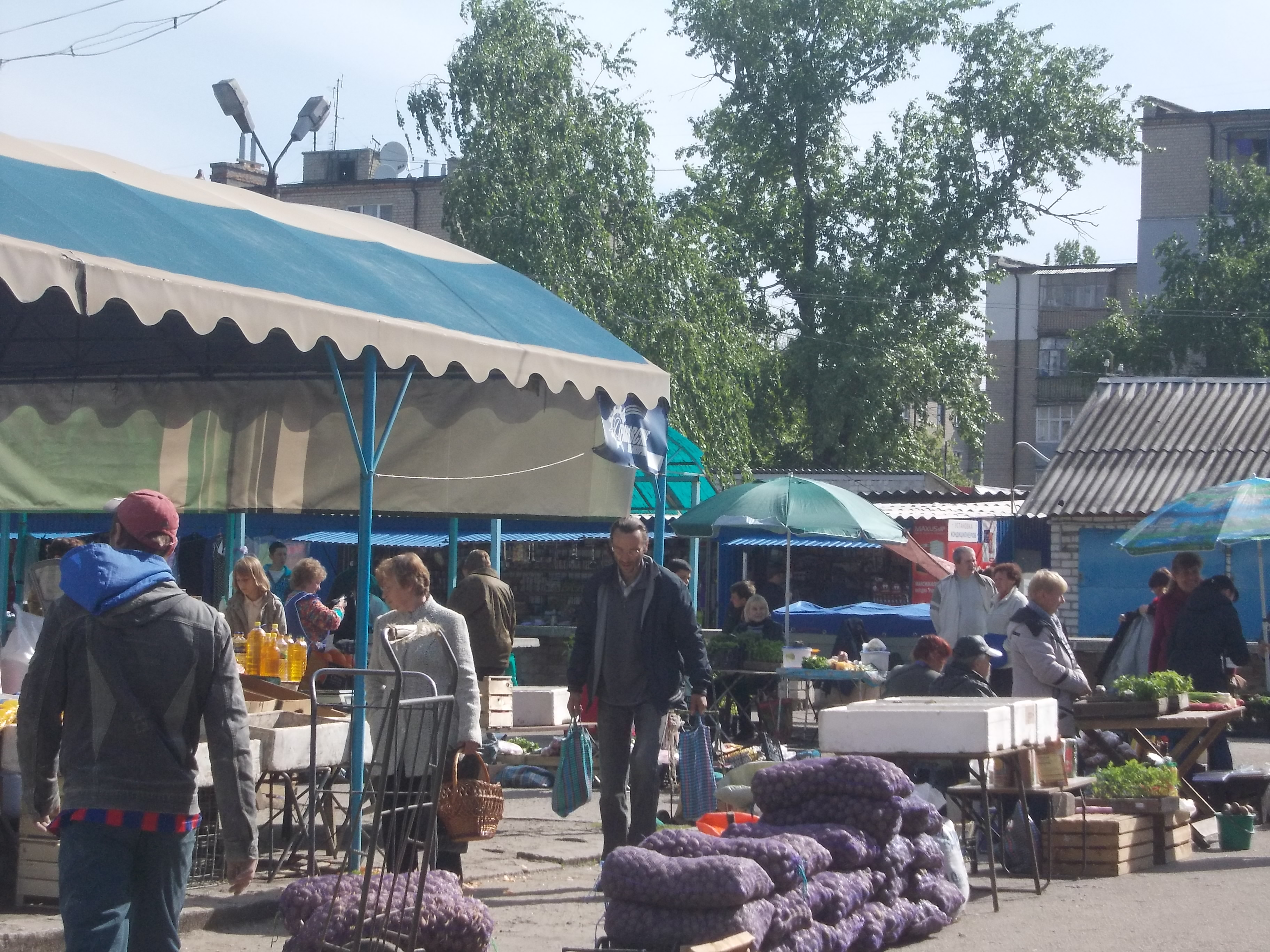
Ринок
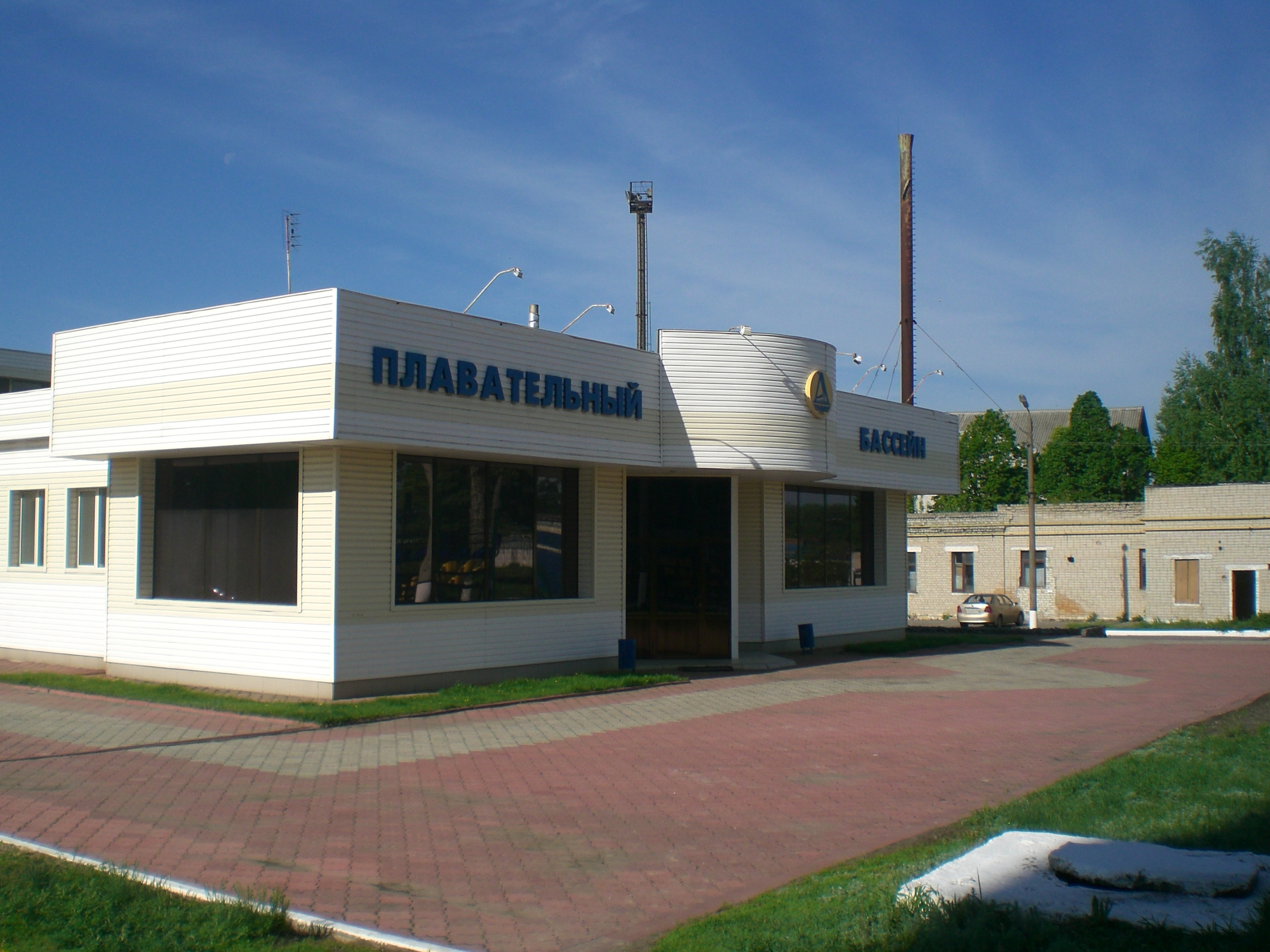
Басейн
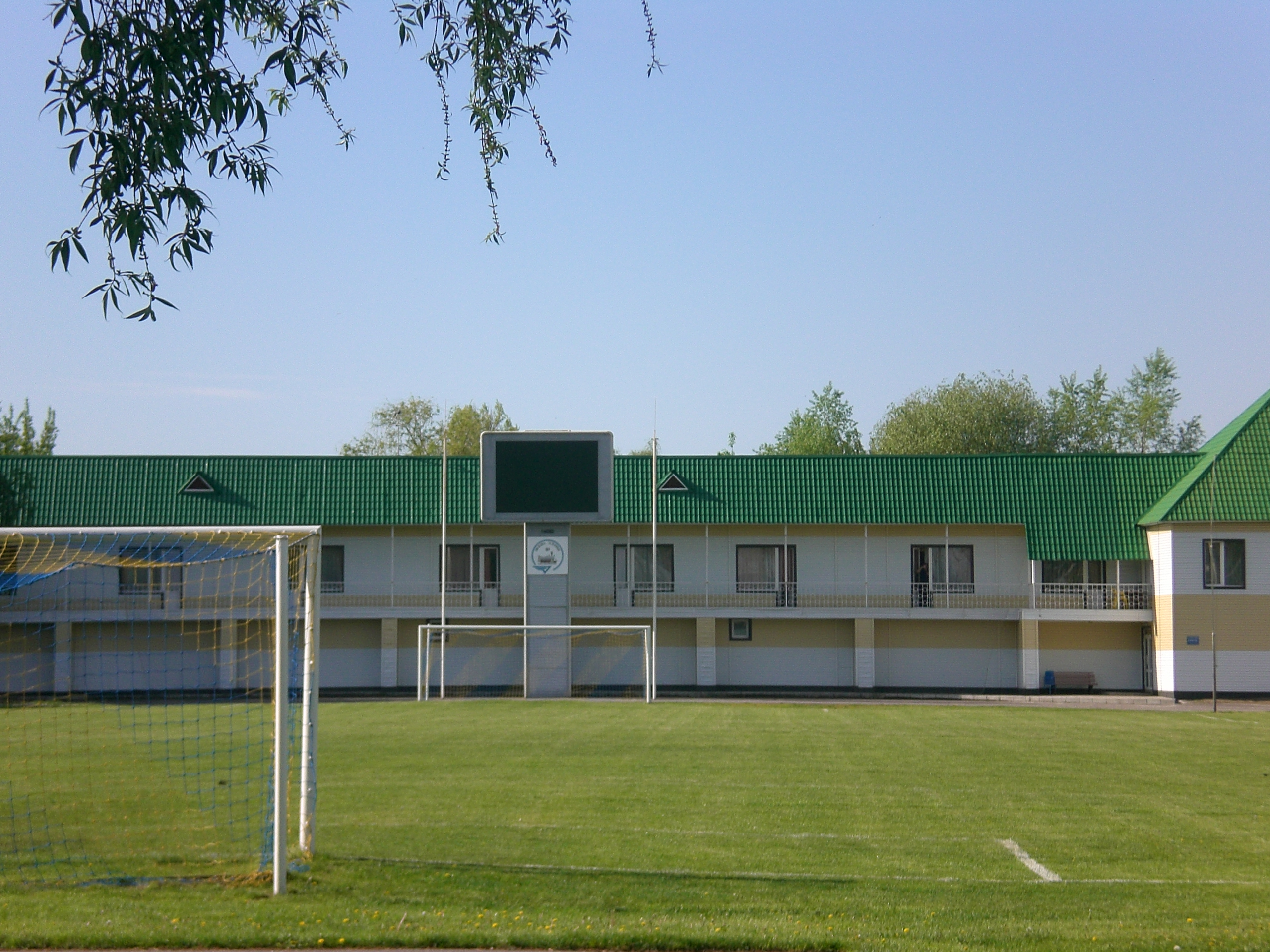
Стадіон

## Громадська діяльність
- Ветеранська організація Куп'янської дирекції з/л перевезень (3286 осіб).
- Громадська організація спортивно-службового собаківництва «Аджиліті» (29 осіб)[6].

## Спорт
- Федерація спортивної боротьби (12 осіб)
- Футбольний клуб «Локомотив» (57 осіб)
- Федерація баскетболу (5 чол.)
- Міська організація «Інваспорт» (25 осіб)[6].

## ЗМІ
- «Франт» (кількість передплатників — 3800).[7].

## Залізничничний транспорт

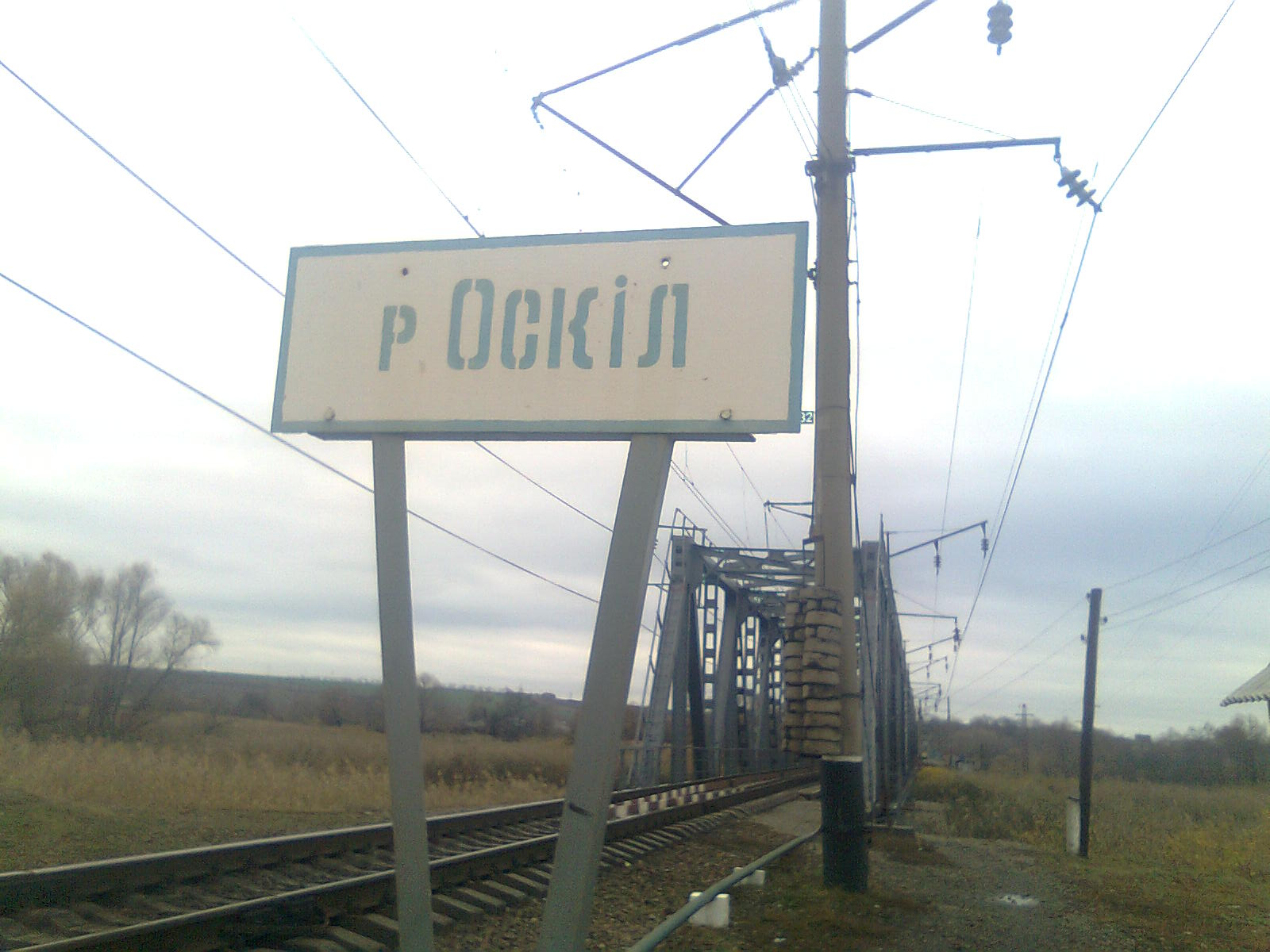
Залізничний міст перед річкою Оскіл

Великий залізничний вузол: станції Куп'янськ-Вузловий, Куп'янськ-Сортувальний, Курилівка; зупинні пункти приміських поїздів: Куп'янськ-Сортувальний, Парк східних прибуттів.
Через російське вторгнення в Україну та регулярні обстріли з боку російських окупантів, залізничне сполучення з Куп'янська-Вузлового тимчасово припинено. До 2022 року залізницею була можливість дістатися до Харкова, Святогірська, Попасної. До російсько-української війни станція мала залізничне сполучення з Валуйками та Бєлгородом.

## Політика
Інформація про наявні зареєстровані місцеві осередки політичних партій станом на 1 квітня 2009 р.
- Партія зелених України.
- Всеукраїнська партія «Союз».
- Народний рух України за єдність.
- Партія «Українська національна асамблея».
- Партія «Народна влада».
- Партія «Відродження».
- «Партія розбудови недержавних організацій» (Партія правозахисту).
- Екологічна партія «Захист».
- Українська республіканська партія «Собор».

## Релігія

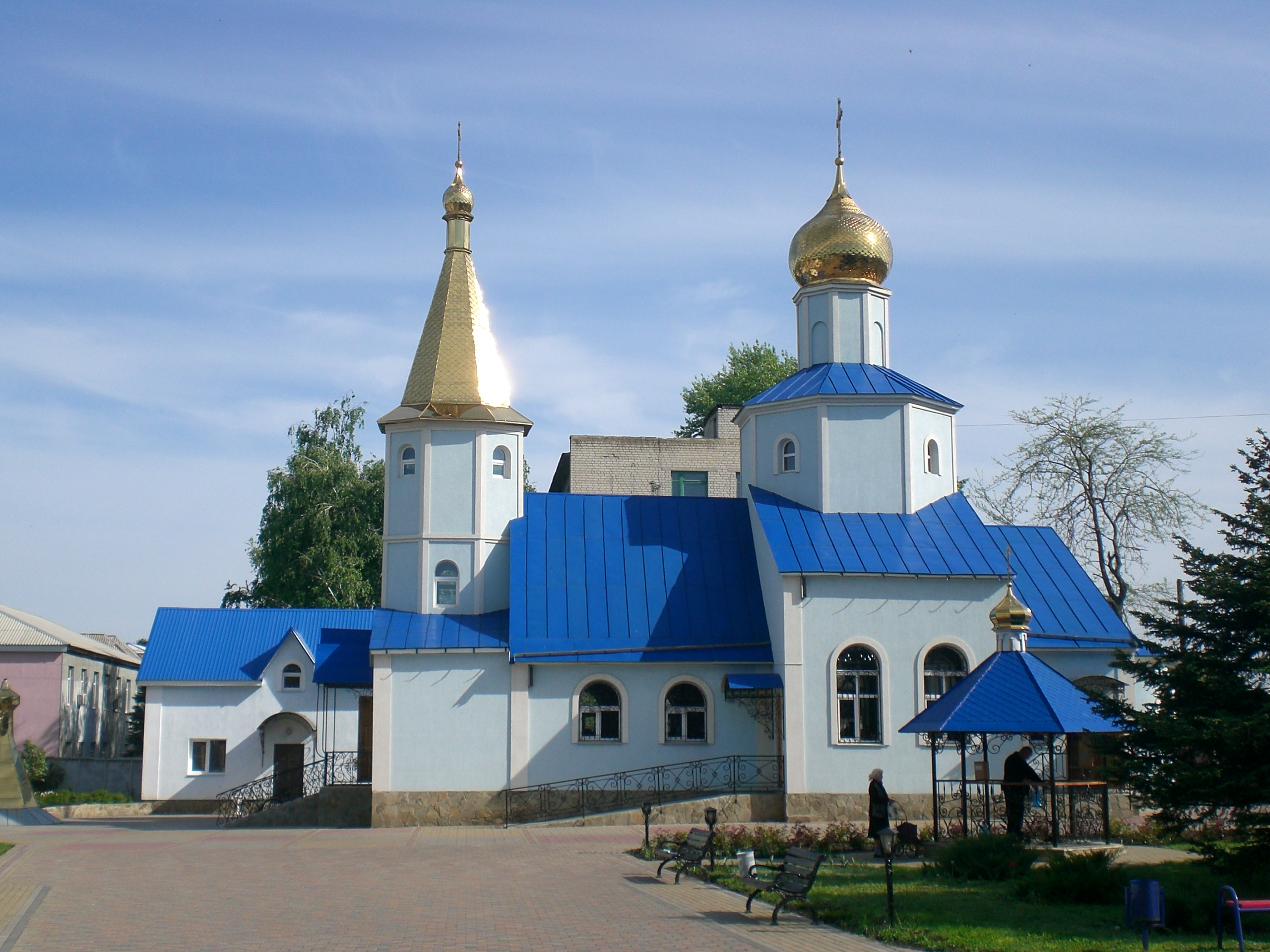
Свято-Покровський храм

- Свято-Покровський храм. Свято-Покровський храм

### Конфесійні громади
- Свято-Покровська (Українська православна церква, 2500 чол.)
- Українська Християнська Євангельська Церква «Слово життя» (християни, 67 чол.)[9]

## Постаті
- Українцев Віталій Леонідович (1968—2014) — старшина МВС України, командир взводу, батальйон патрульної служби міліції особливого призначення «Чернігів».
- Рябченко Олена Петрівна — український правник, доктор юридичних наук.
- Чернишов Леонід Миколайович (нар. 1949) — російський економіст.
- Наглов Ростислав Сергійович (нар. 2008) — школяр. Учасник проєктів «Розсміши коміка. Діти»[10] (2016) та «Україна має талант»[11] (2017).
- Любота Дмитро Валерійович (нар. 1981) — український політик, Народний депутат Верховної Ради України IX скликання від партії «Слуга народу» на одномандатному мажоритарному виборчому окрузі № 177 (м. Куп'янськ).
- Фатєєв Олексій Вікторович (нар. 1974) — російський актор.

## Історичні пам'ятки
- «Паровоз» (на честь Куп'янських залізничників)
- «Вічний вогонь» (братська могила радянських воїнів)
- Стела радянським воїнам («Скульптура воїна»)
- Будинок, у якому в 1905 р. було розміщено страйковий комітет залізничників.[12].
- Пам'ятник В. І. Леніну (знесений 15 січня 2016 року)[13]

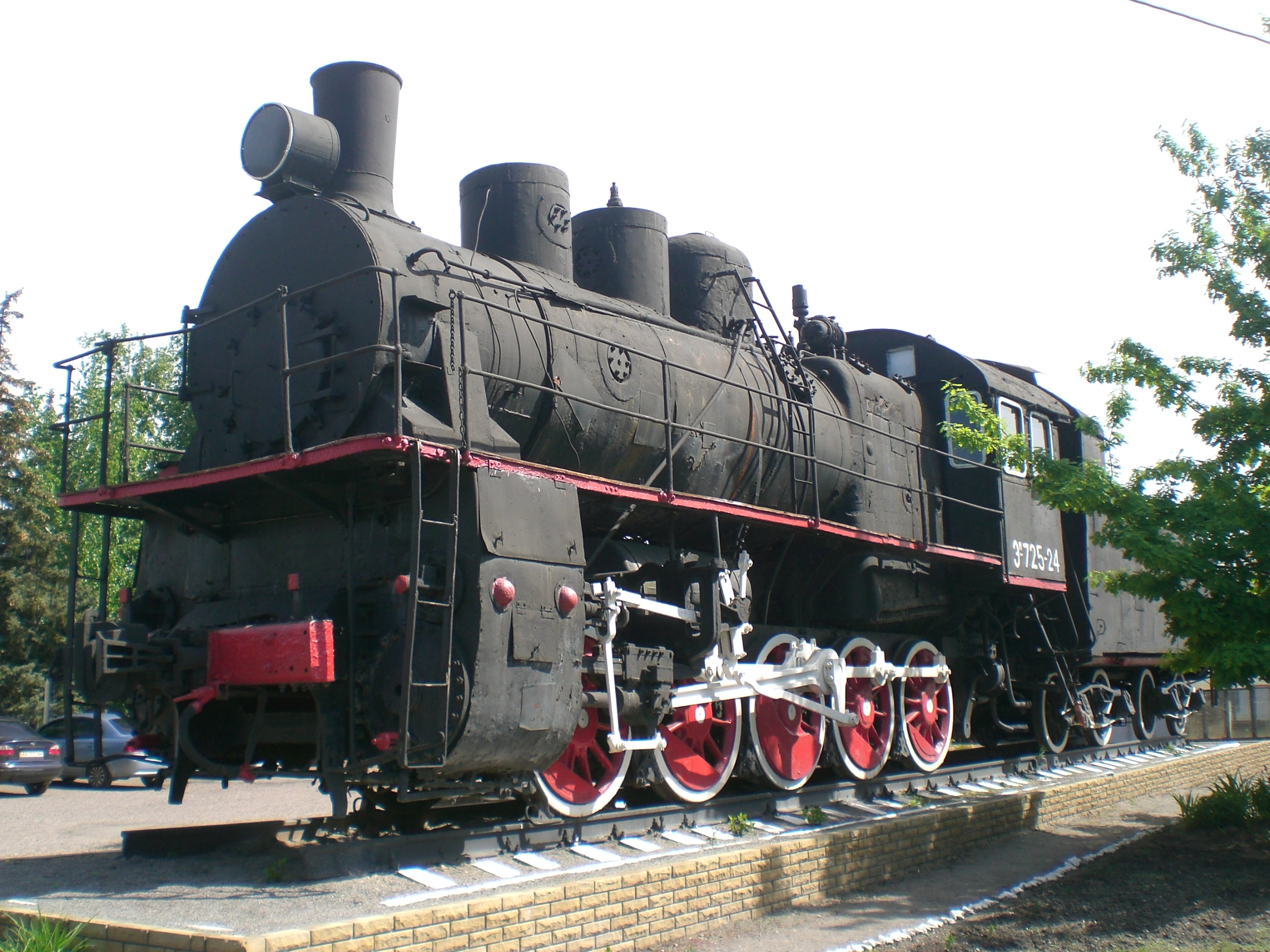
Пам'ятник «Паровоз»
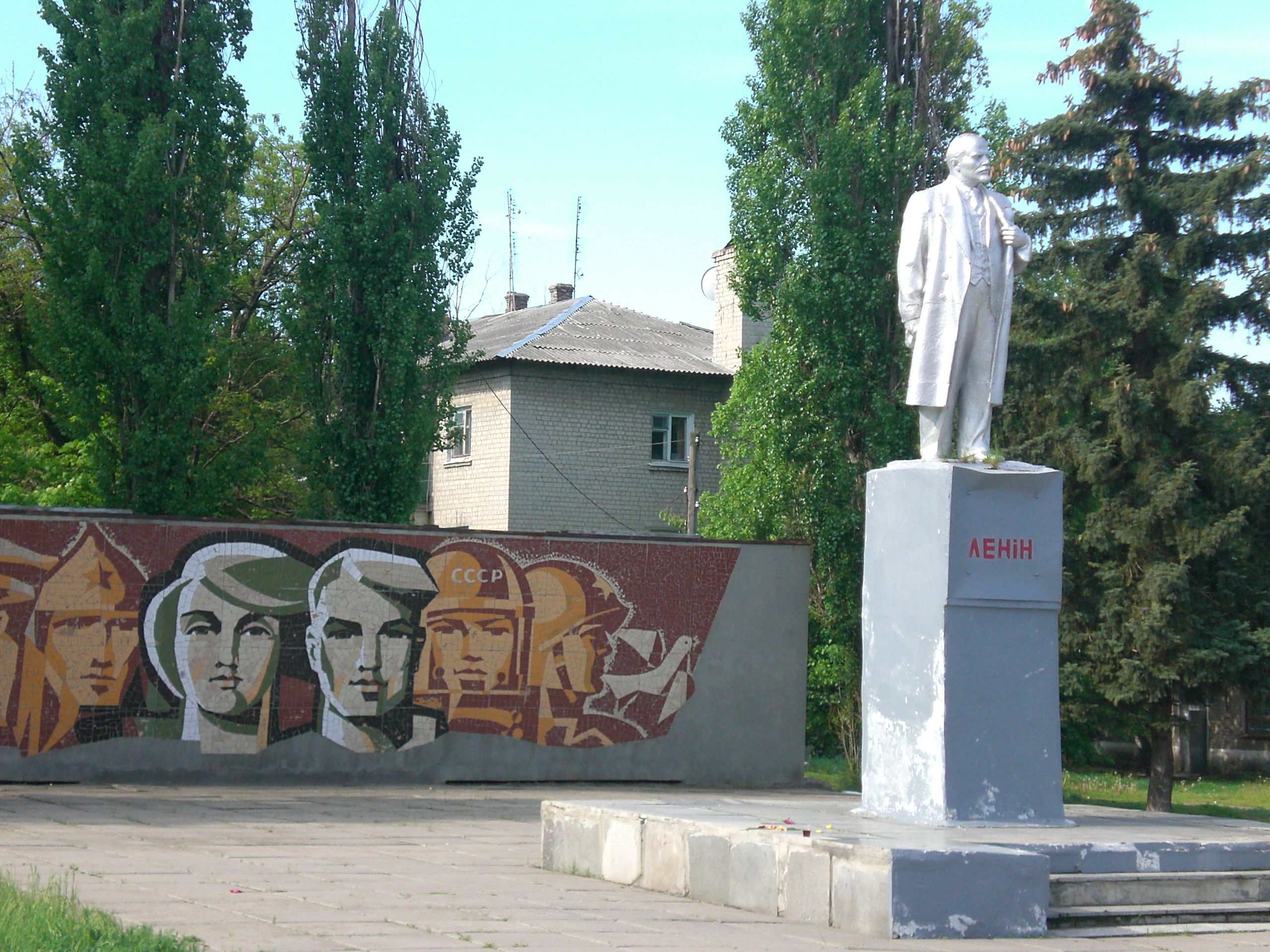
Пам'ятник Леніну у 2015 році
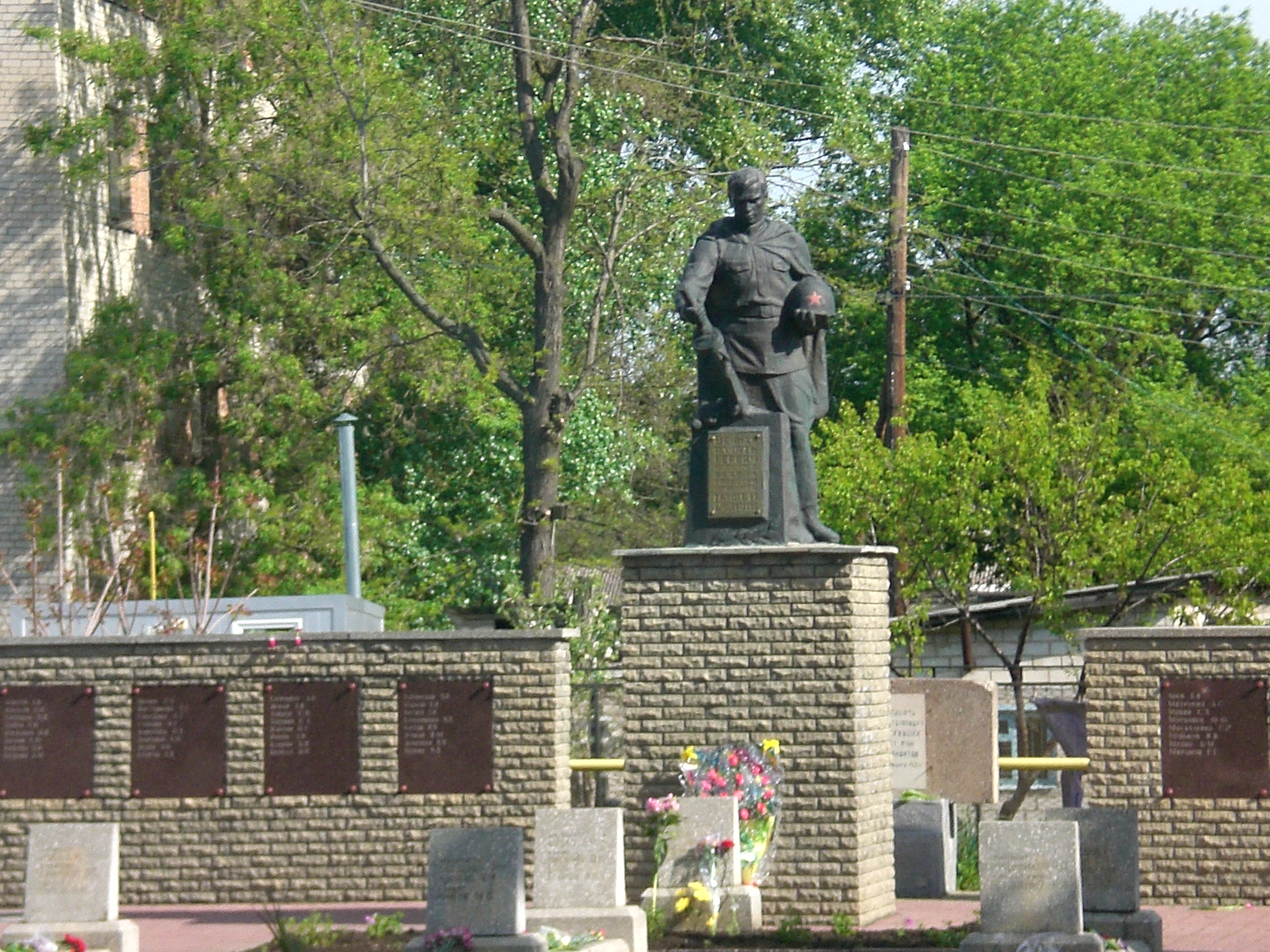
Скульптура воїна
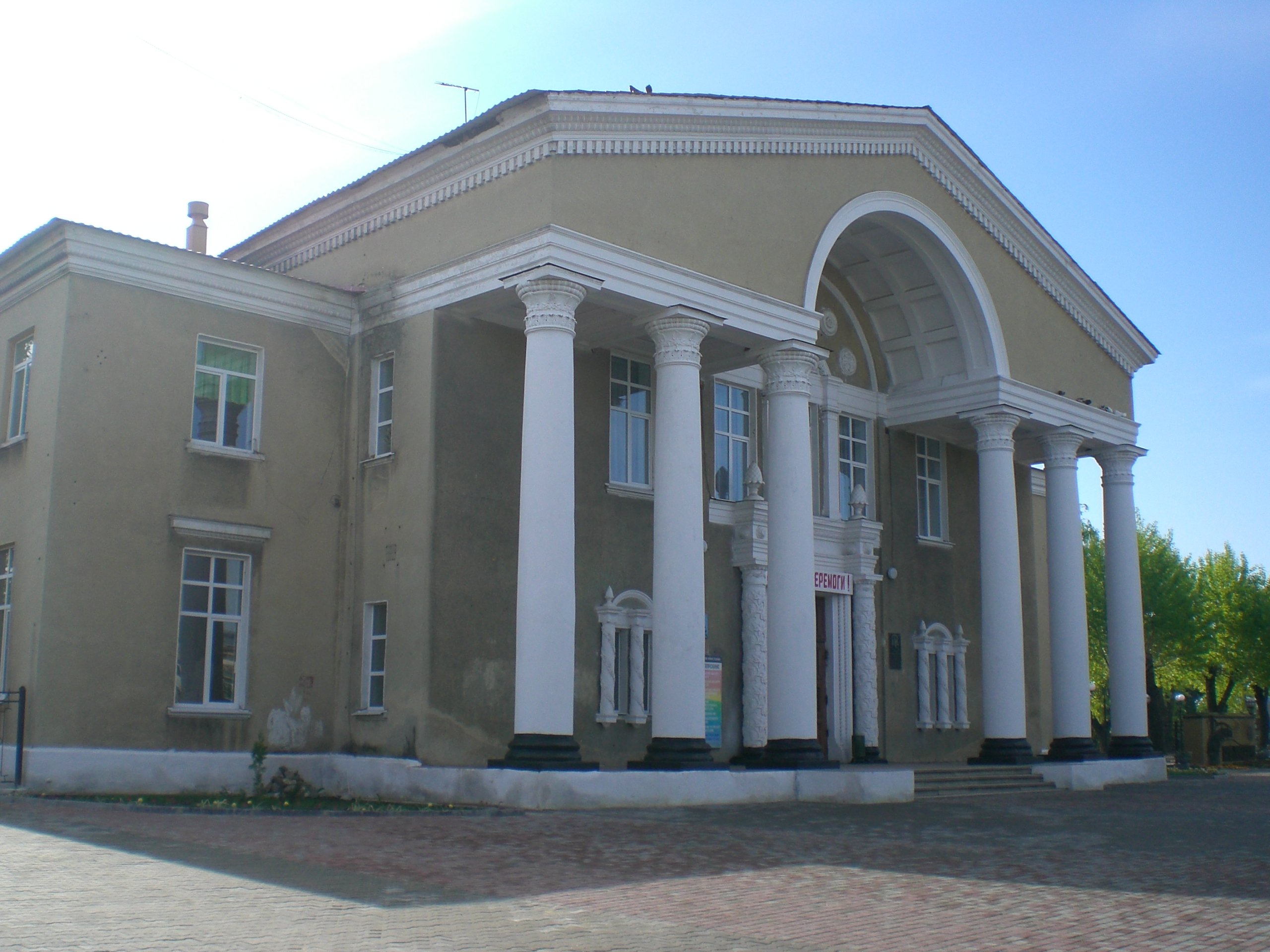
Будинок науки та техніки